# Schlauchhaspel

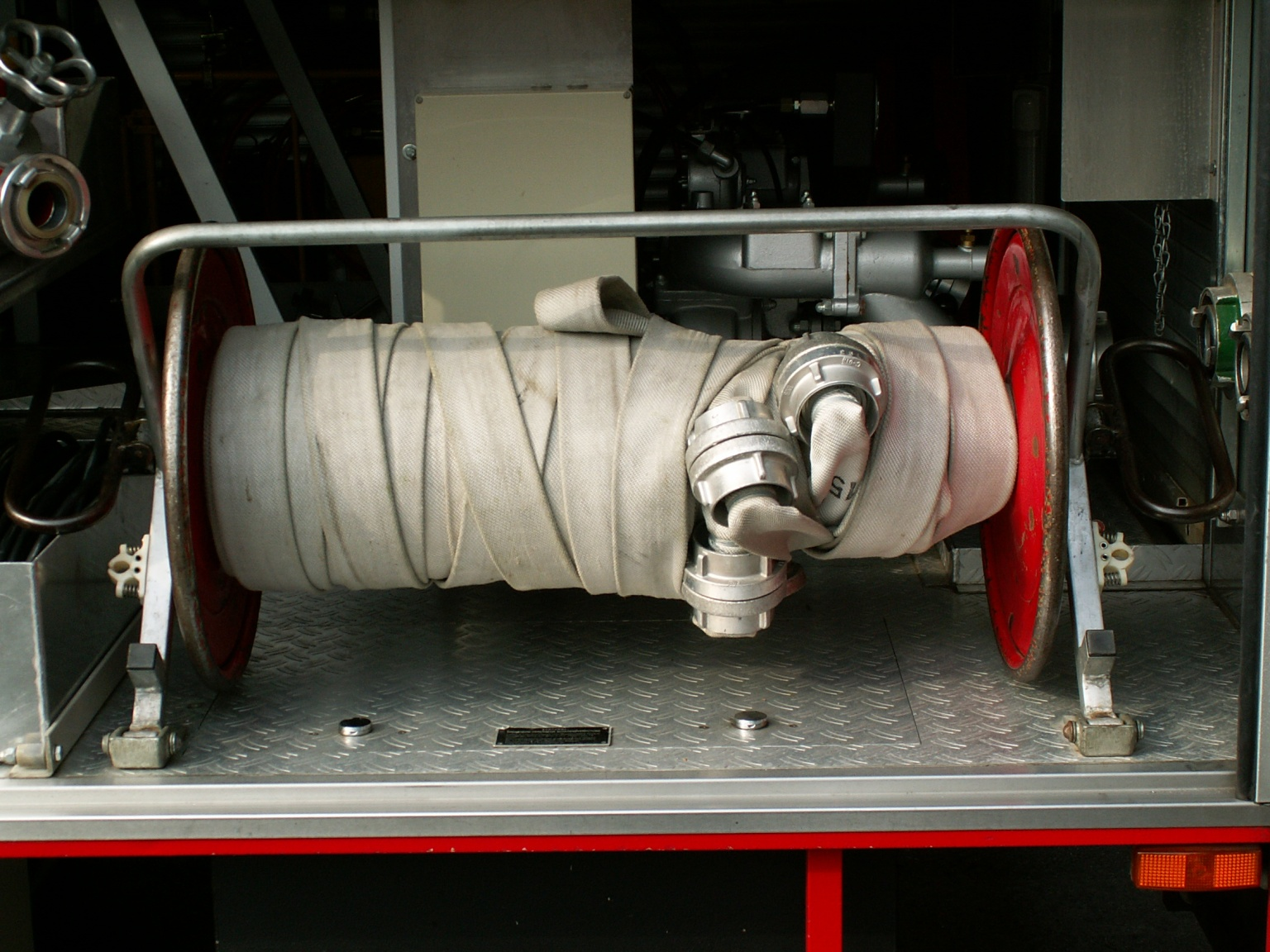
C-Schlauchhaspel im Geräteraum

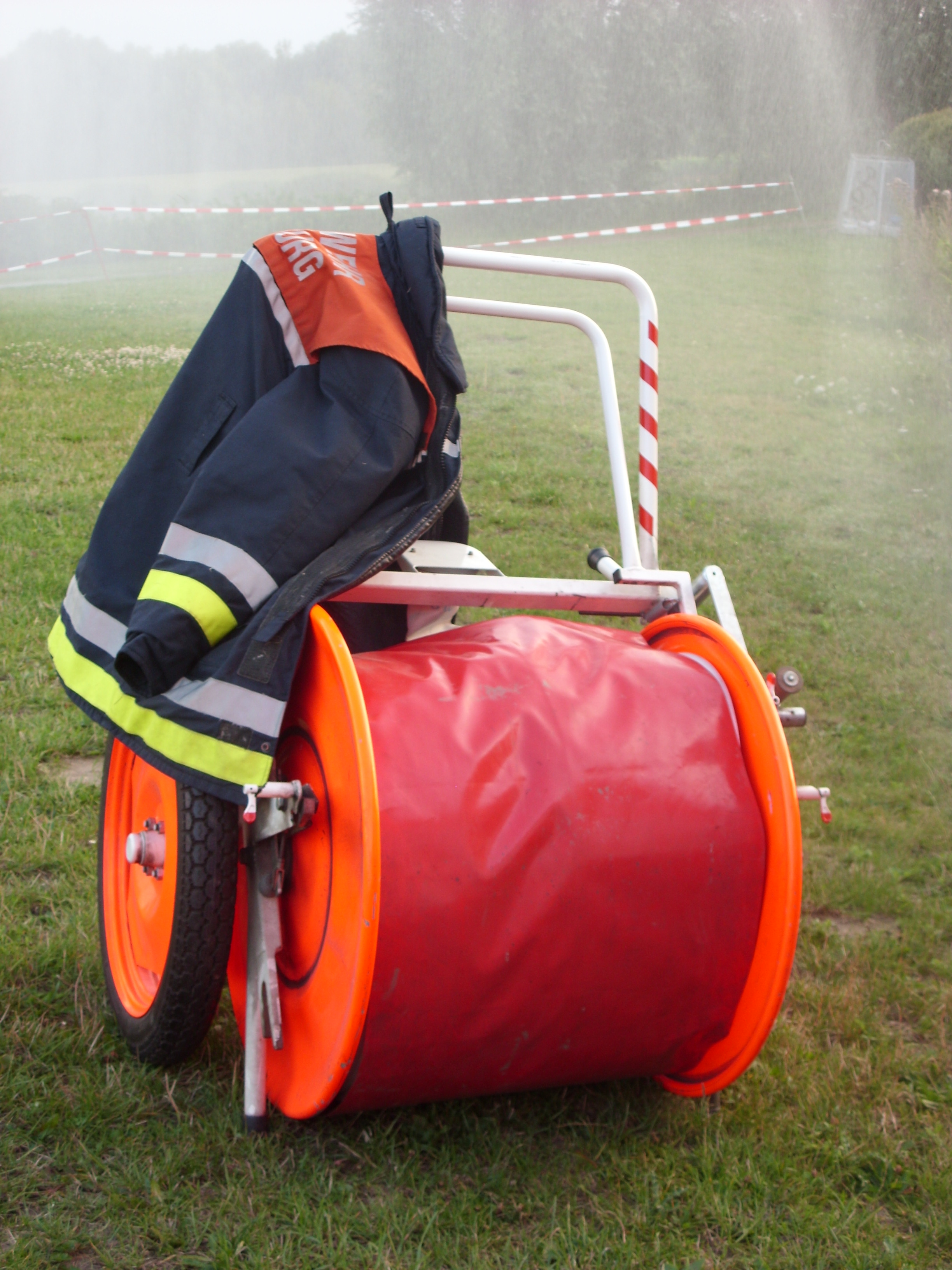
Fahrbare Haspel

Eine Schlauchhaspel ist eine Haspel zum schnellen Verlegen von Schläuchen der Feuerwehr – vergleichbar mit einer Kabeltrommel für Stromkabel. Es existieren zwei Arten: Die tragbare Schlauchhaspel für C-Schläuche und die fahrbare Schlauchhaspel.

## C-Schlauchhaspel
Die tragbare C-Haspel wird im Allgemeinen mit fünf C-Schläuchen bestückt.
C-Haspeln werden inzwischen durch Schlauchtragekörbe ersetzt, in denen sich zwei oder drei C-Schläuche in Buchten gelegt befinden oder drei doppelt gerollte zusammengekuppelte C-Schläuche befinden.

## B-Schlauchhaspel
Die fahrbare B-Haspel kann an einer Vorrichtung am Heck von Löschfahrzeugen eingehängt werden, es gibt sie in verschiedenen Ausführungen. Ältere Haspeln sind ungebremst und müssen von zwei Feuerwehrangehörigen gezogen werden. Genormte Haspeln sind nach DIN 14826-2 gebremst und mit acht B-Schläuchen (entspricht einer Strecke von 160 m) bestückt. Daneben gibt es gebremste Einmannhaspeln. Auf neueren Fahrzeugen werden auch Tragekörbe mit zwei Schläuchen pro Korb verlastet.

## A-Schlauchhaspel
Die fahrbare A-Haspel kann an einer Vorrichtung am Heck von Löschfahrzeugen eingehängt werden. Diese werden vor allem in Industriebetrieben benutzt, bei denen sehr hoher Wasserbedarf besteht.